# 松山市営球場

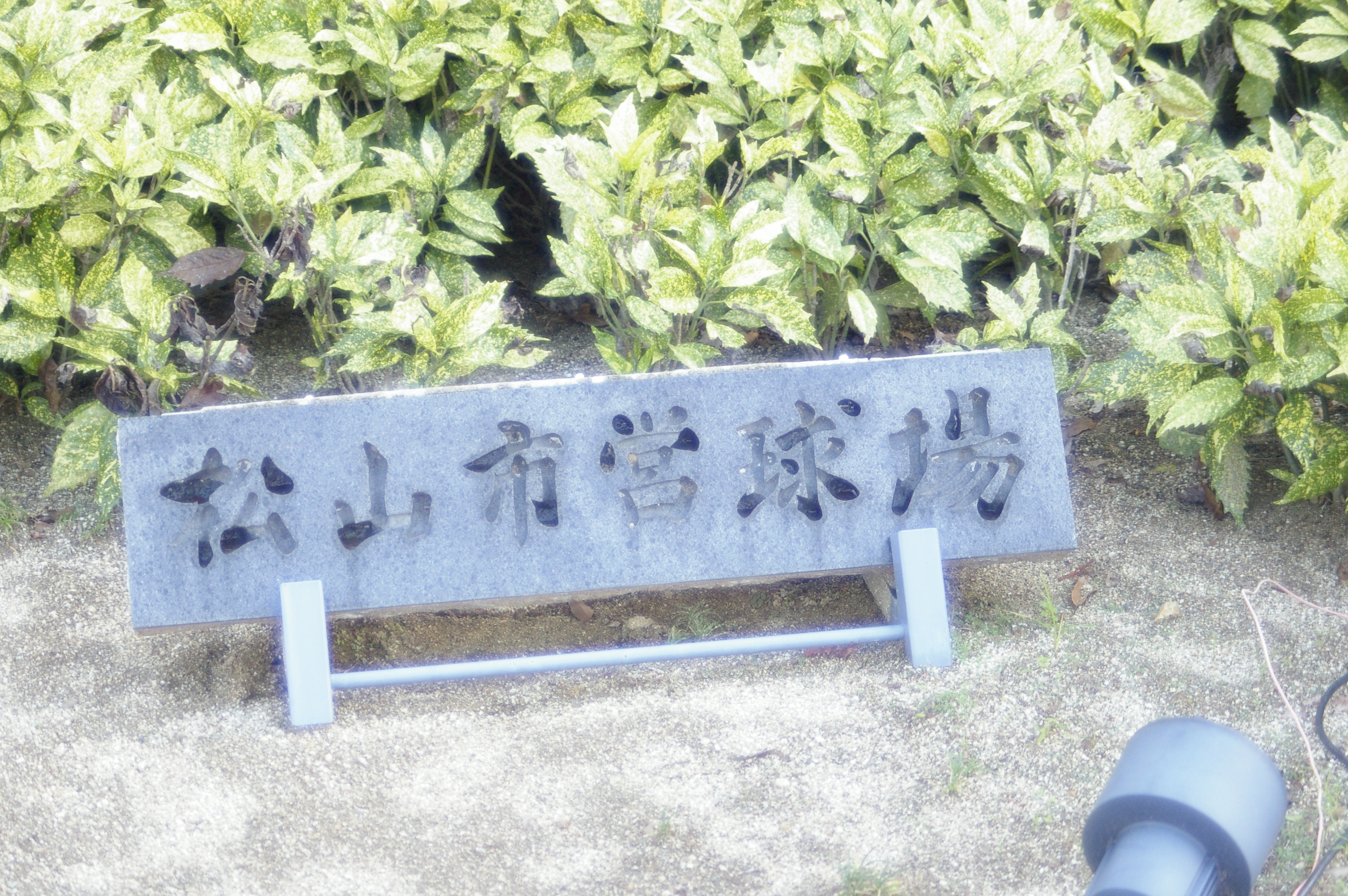
市営球場の閉場・撤去後、正門の銘板が松山中央公園に移設された

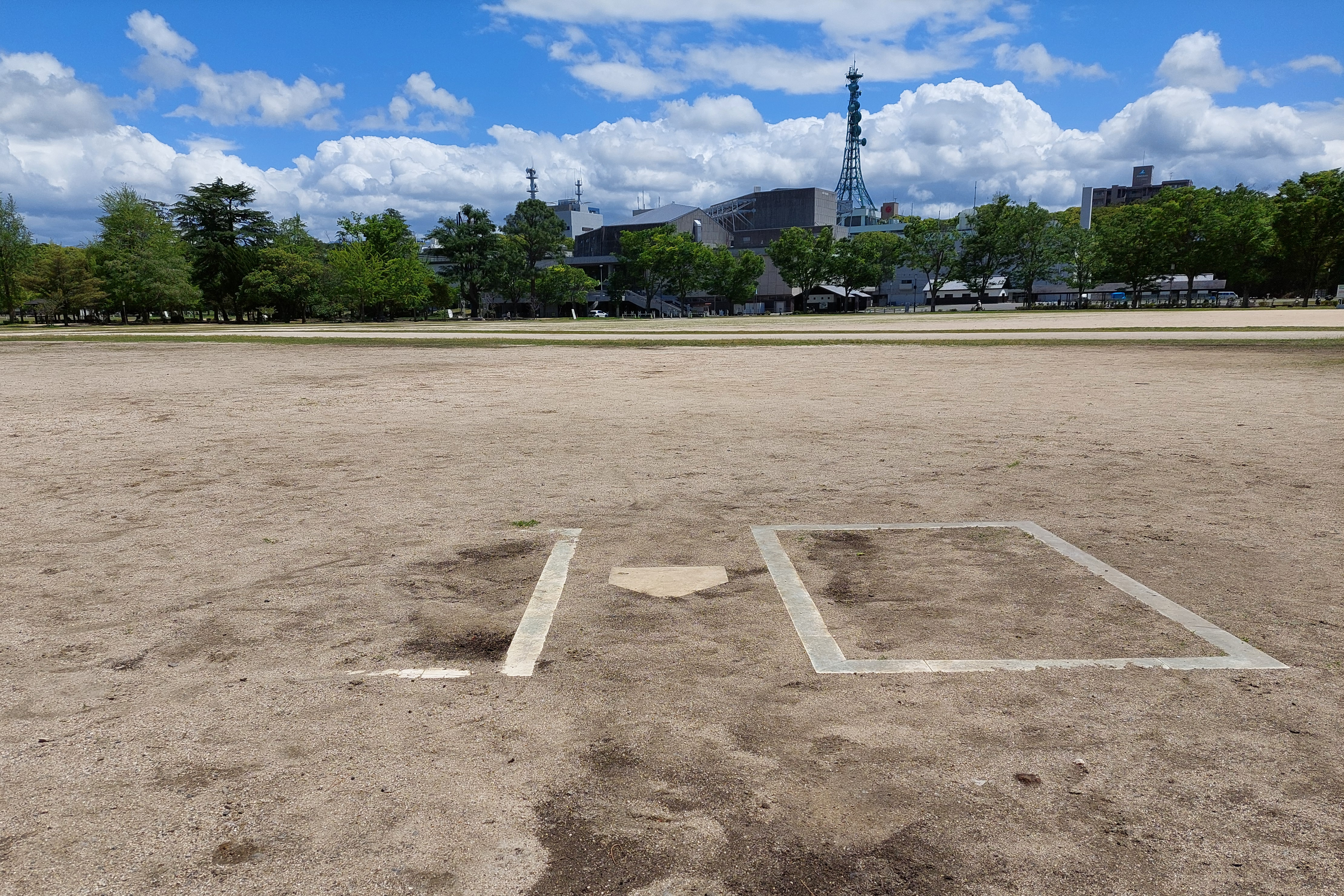
市営球場跡地に設置されたモニュメント

松山市営球場（まつやましえいきゅうじょう）は、かつて愛媛県松山市の城山公園内にあった野球場。松山市が運営管理を行っていたが、老朽化のため2003年5月をもって閉場した。

## 歴史
1948年7月開場。建設にあたっては市民の勤労奉仕などで労力を賄った。開場当初は盛り土スタンドだったが、1953年の国民体育大会に合わせて内野スタンドをコンクリート化した。
同大会では軟式野球競技が行われ、昭和天皇の行幸もあった。
その後、1967年の改修工事によって外野スタンドもコンクリート化され、大型スコアボードやネット裏の鉄傘も設置された。
この間高校野球、社会人野球などアマチュア野球公式戦が行われた他、プロ野球公式戦・オープン戦も開催された。
だが、1980年代以降は老朽化の著しさが問題となり、市は公園内にある競輪場など、他施設と併せて改築・改修などを検討したものの、城山公園は松山城を控える国の史跡であるため、容易に改修を行うことができず、結局現地での施設維持は極めて難しいと最終的に判断され、市は1993年3月、市街地西部で整備が進められていた松山中央公園内に、新たな市営球場をはじめスポーツ施設を建設することを発表した。
こうして松山中央公園野球場（坊っちゃんスタジアム）が2000年5月に完成。また2003年6月には松山中央公園サブ野球場（マドンナスタジアム）も完成した。これに伴い市営球場は同年5月31日を以って閉鎖され、施設は2004年に撤去された。また2005年7月、市は「市営球場の思い出の品」として、市営球場で使用していた黒土を市民に配布した。

## 主なエピソード
- 400勝投手となった金田正一が、1950年8月23日にプロ初登板を果たしたのがこの球場である。
- 当球場では1959年に大洋ホエールズ、1961年 - 1962年に大毎オリオンズ、1965年 - 1968年に中日ドラゴンズ、1974年に日拓ホームフライヤーズが春季キャンプを行っている[4]。
- ニューヨーク・メッツが来日して行われた1974年の日米野球では第13戦（11月12日）が行われた。この年限りで引退した長嶋茂雄も出場し2打数1安打の成績を残している。のちにニューヨーク・ヤンキース監督として名将となったジョー・トーリもメッツの4番で出場した。
- 元ヤクルトスワローズの池山隆寛は現役時代、毎年1月に当球場で自主トレーニングを行っていた。当初は先輩の広沢克己と2人で行っていたが、その後は自ら若手を引き連れての合同練習形式となり、その模様は「池山道場」と呼ばれた。
- スタンドに老朽化が目立つようになってからはプロ野球の開催数が減少したが、1999年3月13日に行われたオープン戦・オリックス・ブルーウェーブ対中日ドラゴンズの試合前、当時の中日監督・星野仙一が粗悪なグラウンド状態に激高し「こんなボコボコのグラウンドで、選手が怪我をしたらどうするんだ」と不快感を露わにした。
- テレビドラマ「あぶない刑事」の初地方ロケ回となった第10話「激突」では、当球場にて撮影が行われた。
- 2011年10月21日に球場跡地でピッチャープレートとバッターボックスがあった場所にモニュメントが再現され市内の高校の硬式野球部監督ら60人が出席し完成式典が行われた。式典では甲子園優勝監督の澤田勝彦監督（松山商業、北条高校）と上甲正典監督（宇和島東、済美）がバッテリーを組み始球式が行われた。

## プロ野球公式戦開催実績
公式戦は13試合を開催。内訳は1リーグ時代2試合、セ・リーグ9試合、パ・リーグ2試合。
- 1949年4月7日　阪急ブレーブス 4-5 南海ホークス 観衆8,000人
- 1949年8月12日 大阪タイガース 10-6 大陽ロビンス 観衆15,000人
- 1950年3月30日 大阪タイガース 16-6 大洋ホエールズ 観衆7,000人
- 1950年8月23日 広島カープ 6-5 国鉄スワローズ 観衆3,000人[5]
- 1952年9月12日 広島カープ 2-7、5-8 名古屋ドラゴンズ（ダブルヘッダー）観衆7,000人[6]
- 1953年9月17日 広島カープ 8-7 読売ジャイアンツ 観衆12,000人
- 1954年9月7日　広島カープ 3-3 中日ドラゴンズ 観衆20,000人
- 1956年7月14日 広島カープ 2-9 中日ドラゴンズ 観衆12,000人
- 1967年6月17日 広島カープ 8-3 中日ドラゴンズ 観衆8,500人
- 1968年4月27日 広島東洋カープ 5-9 中日ドラゴンズ 観衆7,000人
- 1978年8月12日 クラウンライターライオンズ 3-2 ロッテオリオンズ 観衆15,000人
- 1979年4月21日 阪急ブレーブス 8-6 日本ハムファイターズ 観衆15,000人

## 施設概要
- 両翼：90.8m、中堅：118.9m
- 内野：クレー舗装、外野：天然芝
- スコアボード：パネル式
  - 旧広島市民球場をモデルに設計されたといわれており、表示部の配置は同球場のパネル式当時のものに類似している（外部リンクのページ参照）。
- 照明設備：なし
- 収容人員：15,000人（1949年）、20,000人（1952年、内野スタンド改修後）、25,000人（1967年、外野スタンド改修後）[7]
  - 内野：13,400人、外野：11,600人
  - 内外野とも座席はなく、スタンドは全てコンクリート階段。
  - 内野スタンドのネット裏部分に上屋架設